# Grovesiella abieticola
Grovesiella abieticola är en svampart som först beskrevs av Zeller & Goodd., och fick sitt nu gällande namn av M. Morelet & Gremmen 1969. Grovesiella abieticola ingår i släktet Grovesiella och familjen Helotiaceae.   Inga underarter finns listade i Catalogue of Life.